# Kelambir
Kelambir is een bestuurslaag in het regentschap Deli Serdang van de provincie Noord-Sumatra, Indonesië. Kelambir telt 2199 inwoners (volkstelling 2010).